# Ànode de sacrifici

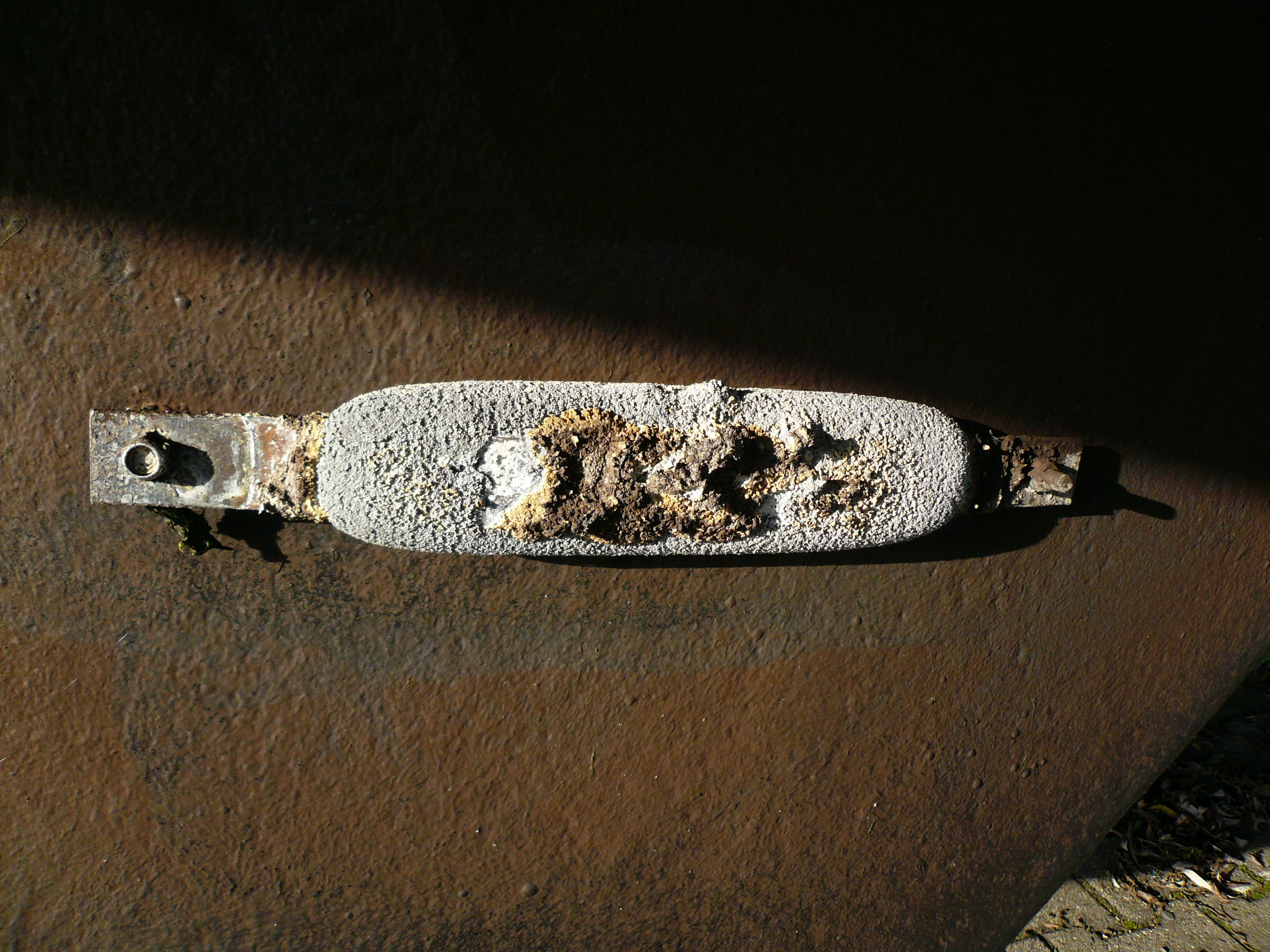
ànode de sacrifici parcialment corroït al buc d'un vaixell.

L'ànode galvànic o ànode de sacrifici va ser la primera tècnica de protecció catòdica desenvolupada per protegir o prevenir la corrosió d’estructures metàl·liques col·locades en ambients agressius. S'anomena d'aquesta manera perquè protegeix de la corrosió un altre material, suportant tota la corrosió fins que s'esgota. Tenen aplicacions molt diversos: canonades metàl·liques soterrades, escalfadors d’aigua, cascos metàl·lics de vaixells, formigó armat i d'altres.

## Història
El 1823 Sir Humphry Davy, a Anglaterra cercava una manera de protegir de la corrosió les planxes de coure que es feien servir en els bucs dels vaixells. Va provar de connectar-les a elements de ferro, de zinc i d'estany. Els dos primers elements van donar bons resultats per a reduir la corrosió de les làmines de coure. Posteriorment, quan el coure va ser reemplaçat pel ferro en la fabricació de vaixells, els ànodes de zinc van adquirir més importància perquè donen una millor protecció a l'acer durant un temps més llarg.

## Característiques
El material escollit com a ànode de sacrifici ha de tenir un valor d'electronegativitat menor que el material que ha de protegir, o, dit d'una altra manera, ha de ser menys noble. Quan més noble és un metall, més difícil cedeix electrons i, per tant, més difícl l’oxidació. Els ànodes de sacrifici o ànodes galvànics més utilitzats són els següents:
| MEDI CORROSIU               | MATERIAL Ànode                    |
| --------------------------- | --------------------------------- |
| Sòl                         | Zinc (fins a 1500 ohm-cm)-magnesi |
| Aigües dolces               | Magnesi                           |
| Aigua de mar o aigua salada | Alumini                           |

Des del punt de vista tècnic i econòmic, un ànode ha de reunir una sèrie de propietats essencials:
- Tenir un potencial de dissolució prou negatiu per polaritzar l'estructura (en el cas de l'acer, a -0,8 V).
- Presentar una tendència petita a la polarització, és a dir, no ha de desenvolupar cap pel·lícula passivant o obstructiva amb els productes de corrosió i tenir una forta sobretensió d'hidrogen.
- Tenir un elevat rendiment elèctric a A/h kg.
- Córrer uniformement.
- Poder fondre's en diferents formes i mides.
- Tenir un cost raonable per ampere/any